# Lucifuga teresinarum
Lucifuga teresinarum is een straalvinnige vissensoort uit de familie van de naaldvissen (Bythitidae). De wetenschappelijke naam van de soort is voor het eerst geldig gepubliceerd in 1988 door Díaz Pérez.